# グラビティヒル

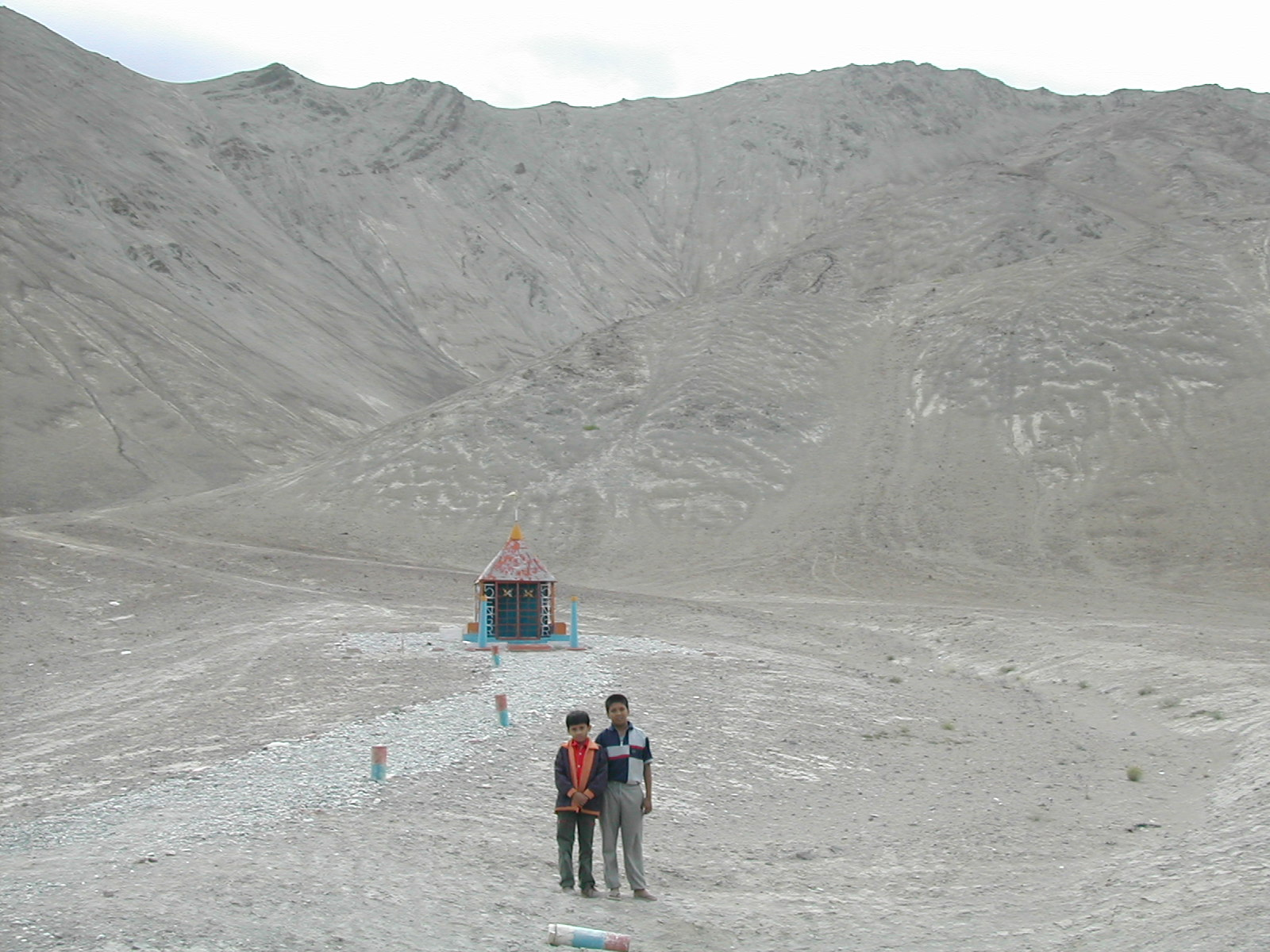
グラビティ・ヒルの一例

グラビティヒル（Gravity hill）とは、実際には非常に僅かな勾配の降り坂となっているのにもかかわらず、周辺の地形の影響で、その坂がまるで登り坂であるかのようにヒトの目には見えてしまうという、錯視を引き起こす場所のことである。なお、グラビティヒルは、マグネティックヒル（magnetic hill）、ミステリィヒル（mystery hill、不思議な丘）、また、グラビティロード（gravity road）などと呼ばれることもある。

## 解説
グラビティヒルでは、ごく緩い勾配の降り坂が、ヒトの目には「登り坂」であるかのごとく見えてしまう。したがって、この「登り坂」に、例えば丸い缶やボールのような転がりやすい物を置くと、重力に逆らってひとりでに坂を転がって「登ってゆく」ように見える。これはあたかも磁力かなにかによって缶が引き寄せられているかのようにも、あるいは超自然的な力によって缶やボールが動かされているようにも見える。このように、この「登り坂」では一見超自然的な力が働いているようではあるけれども、実際のところは、周囲の地形の影響でごく緩い勾配の降り坂を「登り坂」と見てしまう、ヒトの錯視の結果に他ならない。つまり、ここに置かれた丸い缶やボールは、ただ単に重力の影響で坂を降っている（転がっている）だけなのである。当然ながら、自動車の場合も車輪に動力を伝えていない状態にしておいたとしても、重力の影響で「登り坂」に見えるこの坂を「登って」いってしまう

。
したがって、グラビティヒルでの自動車の扱いには、注意が必要となる。（例えば、坂に自動車を駐車する場合、降りの方向に手歯止めなどを置くが、この坂では、それを逆に置いてしまうなどのミスする可能性が出てくる。）なお、自転車競技の世界において、このような道路は「false flat（フォールスフラット、偽の平地）」として知られている。
この錯視を引き起こしている、最も重要な要素は地平線である。ごく緩い勾配の降り坂の先には別な坂（こちらは本物の登り坂）があるなどして、このごく緩い勾配の降り坂の先に地平線が見えない状態にある時、つまり、明確な参照物が失われた状態にある時、ヒトは坂を正確に判断することが難しくなることが関係している。他の要素として、実際のところは傾いているかもしれないのに、地面から立っている物体は、普通は地面に対してだいたい垂直になっているものだと見なしがちなことも関係する。
グラビティヒルは、世界中に沢山存在し（2012年4月現在、英語版のWikipedia内だけで数十箇所の記載がある。）、場所によってはグラビティヒルであることを知らせる看板などが設置されていることもある（「Wikipedia英語版のグラビティヒルの一覧」）。